# Joe Lombardo
Joseph Michael "Joe" Lombardo, född 8 november 1962 i Sapporo, Hokkaido, Japan är en amerikansk polis och politiker (republikan). Han tjänstgör sedan januari 2023 som guvernör i delstaten Nevada.

## Biografi
Lombardo tjänstgjorde mellan 1980 och 1968 i USA:s armé och Nevadas arménationalgarde. Han har examina från University of Nevada, Las Vegas med bachelorexamen i väg- och vattenbyggnad och masterexamen i krishantering. Lombardo anställdes 1988 vid den lokala polisen i Las Vegas, Las Vegas Metropolitan Police Department (LVMPD), och avancerade där under åren från patrullerande polis till senior polischef.
År 2014 valdes han till sheriff, dvs folkvald chef där han tidigare varit anställd och tillträdde 2015. Han valdes om 2018 för ytterligare en mandatperiod. Sommaren 2021 tillkännagav han sin kandidatur för guvernörsposten. 12 november 2022 besegrade han sittande guvernören Steve Sisolak i guvernörsvalet med knapp marginal.